# انگلس (شهر)
شهر انگلس (به روسی: Энгельс) در کشور روسیه و در اوبلاست ساراتوف واقع شده‌است.